# کاترینا (دهانه)
کاترینا یک دهانه برخوردی در ماه‌ است.

## دهانه‌های اقماری
این دهانه ۱۴ دهانه اقماری دارد.
| Catharina | عرض جغرافیایی | طول جغرافیایی | قطر          |
| --------- | ------------- | ------------- | ------------ |
| A         | ۲۰.۲° S       | ۲۲.۳° E       | ۱۴.۰ کیلومتر |
| C         | ۲۰.۳° S       | ۲۴.۴° E       | ۲۸.۰ کیلومتر |
| B         | ۱۷.۰° S       | ۲۴.۳° E       | ۲۴.۰ کیلومتر |
| E         | ۱۷.۱° S       | ۲۱.۳° E       | ۷.۰ کیلومتر  |
| D         | ۱۶.۸° S       | ۲۱.۴° E       | ۹.۰ کیلومتر  |
| G         | ۱۷.۴° S       | ۲۴.۹° E       | ۱۷.۰ کیلومتر |
| F         | ۱۹.۵° S       | ۲۳.۱° E       | ۷.۰ کیلومتر  |
| H         | ۱۹.۲° S       | ۲۵.۴° E       | ۶.۰ کیلومتر  |
| K         | ۲۰.۰° S       | ۲۳.۹° E       | ۷.۰ کیلومتر  |
| J         | ۱۹.۴° S       | ۲۲.۲° E       | ۶.۰ کیلومتر  |
| M         | ۱۹.۲° S       | ۲۰.۷° E       | ۶.۰ کیلومتر  |
| L         | ۲۱.۰° S       | ۲۴.۳° E       | ۵.۰ کیلومتر  |
| P         | ۱۷.۲° S       | ۲۳.۳° E       | ۴۶.۰ کیلومتر |
| S         | ۱۸.۸° S       | ۲۳.۳° E       | ۱۶.۰ کیلومتر |